# Miss Alsacia
Miss Alsacia es un concurso de belleza francés que selecciona a una representante de la región de Alsacia para el concurso nacional de Miss Francia. La primera Miss Alsacia fue coronada en 1939, aunque el concurso no se organizó con regularidad hasta 1984.
La actual Miss Alsacia es Julie Decroix, quien fue coronada Miss Alsacia 2025 el 26 de junio de 2025. Seis mujeres de Alsacia han sido coronadas Miss Francia:
- Joséphine Ladwig, quien fue coronada Miss Francia 1940
- Suzanne Angly, quien fue coronada Miss Francia 1969
- Suzanne Iskandar, quien fue coronada Miss Francia 1985
- Nathalie Marquay, quien fue coronada Miss Francia 1987
- Lætitia Bléger, quien fue coronada Miss Francia 2004
- Delphine Wespiser, quien fue coronada Miss Francia 2012

## Resumen de resultados
- Ganadoras de Miss Francia: Joséphine Ladwig (1939); Suzanne Angly (1968); Suzanne Iskandar (1984); Nathalie Marquay (1986); Lætitia Bléger (2003); Delphine Wespiser (2011)
- Primeras finalistas: Irène Hell (1966); Claudia Frittolini (1987); Dorothée Lambert (1988)
- Segundas finalistas: Evelyne Ricket (1957); Sonia Kielwasser (1967); Cécile Wolfrom (2021)
- Terceras finalistas: Anne Jandera (1991); Aurélie Roux (2020)
- Cuartas finalistas: Martine Scheffler (1971); Alyssa Wurtz (2014)
- Sextas finalistas: Florima Treiber (2007)
- Top 12/Top 15: Régine Hubert (1990); Paola Palermo (1992); Barbara Fink (1999); Tiffany Rohrbach (2000); Céline Druz (2002); Stéphanie Wawrzyniak (2006); Laura Strubel (2013); Laura Muller (2015); Claire Godard (2016); Laura Theodori (2019)

## Galería

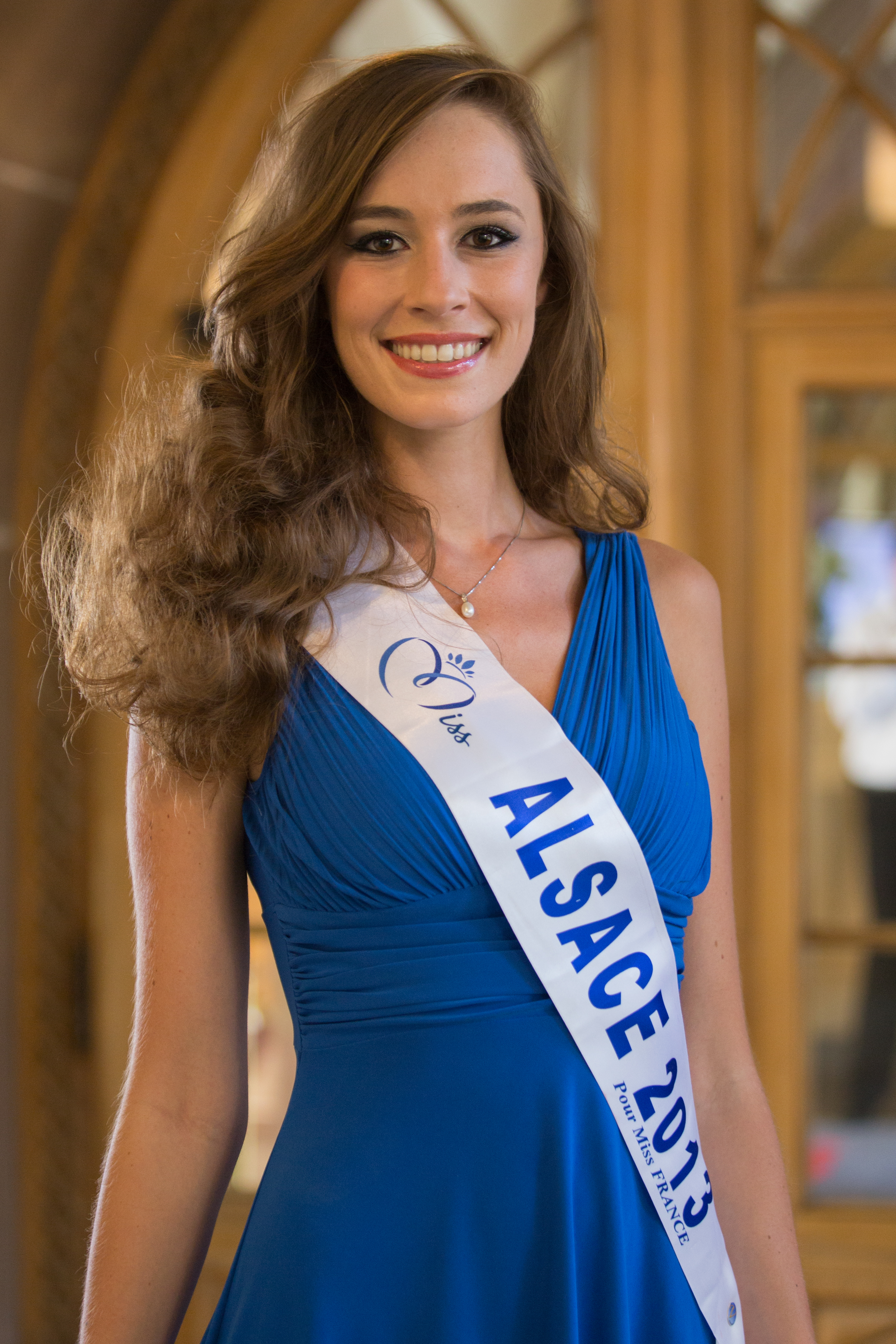
Miss Alsacia 2013 Laura Strubel
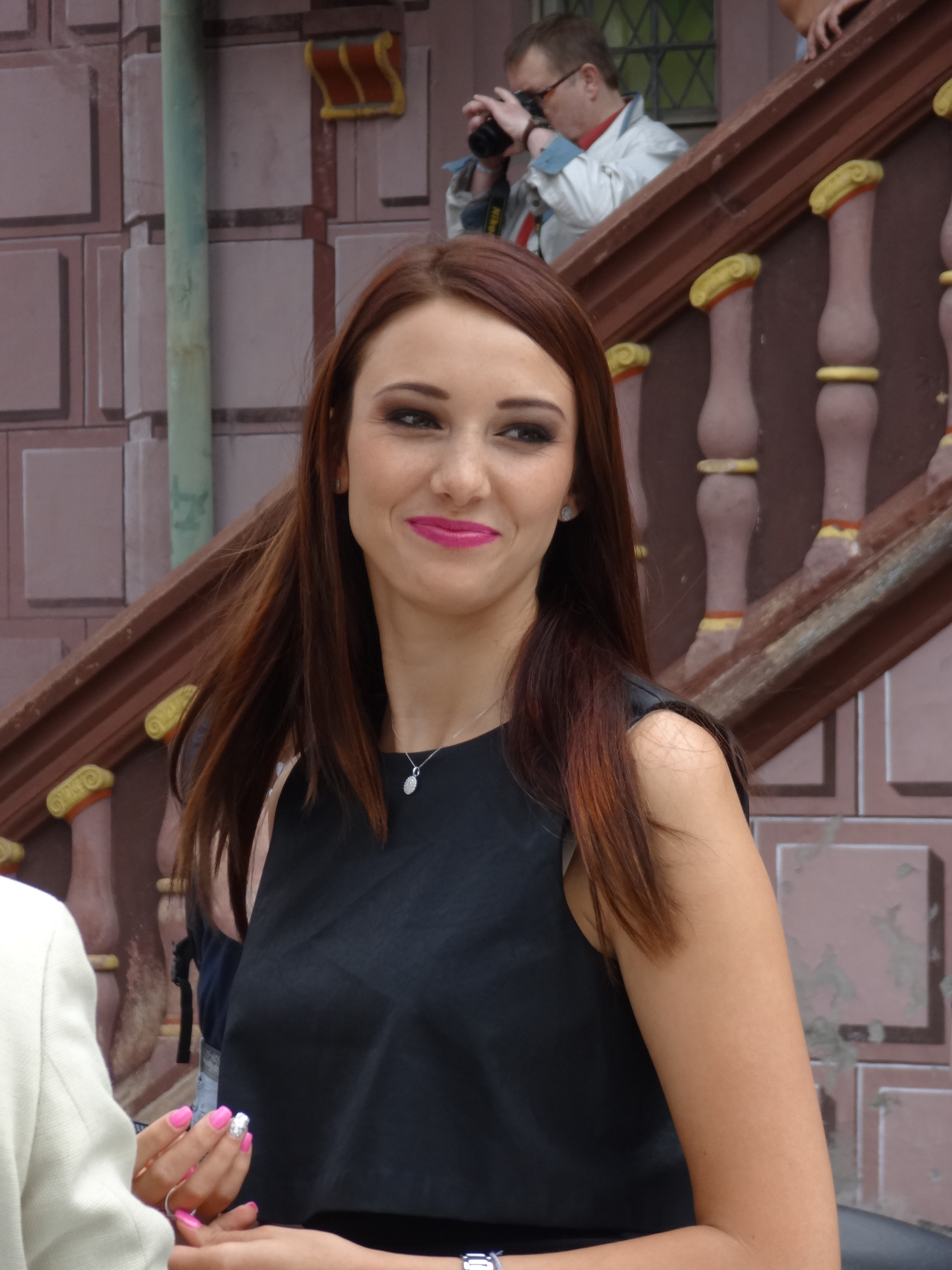
Miss Alsacia 2011 y Miss Francia 2012 Delphine Wespiser
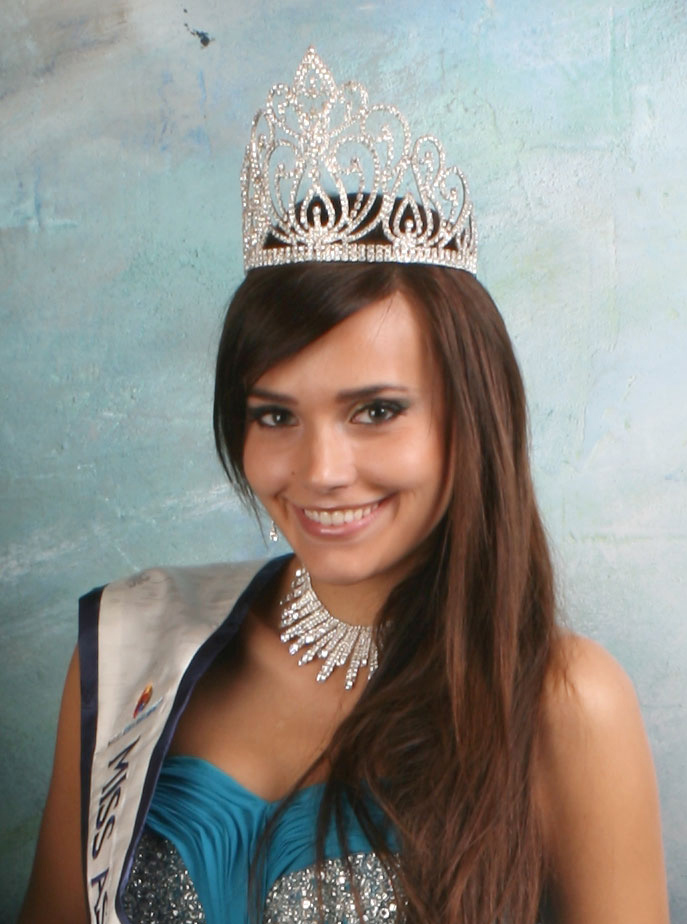
Miss Alsacia 2007 Florima Treiber
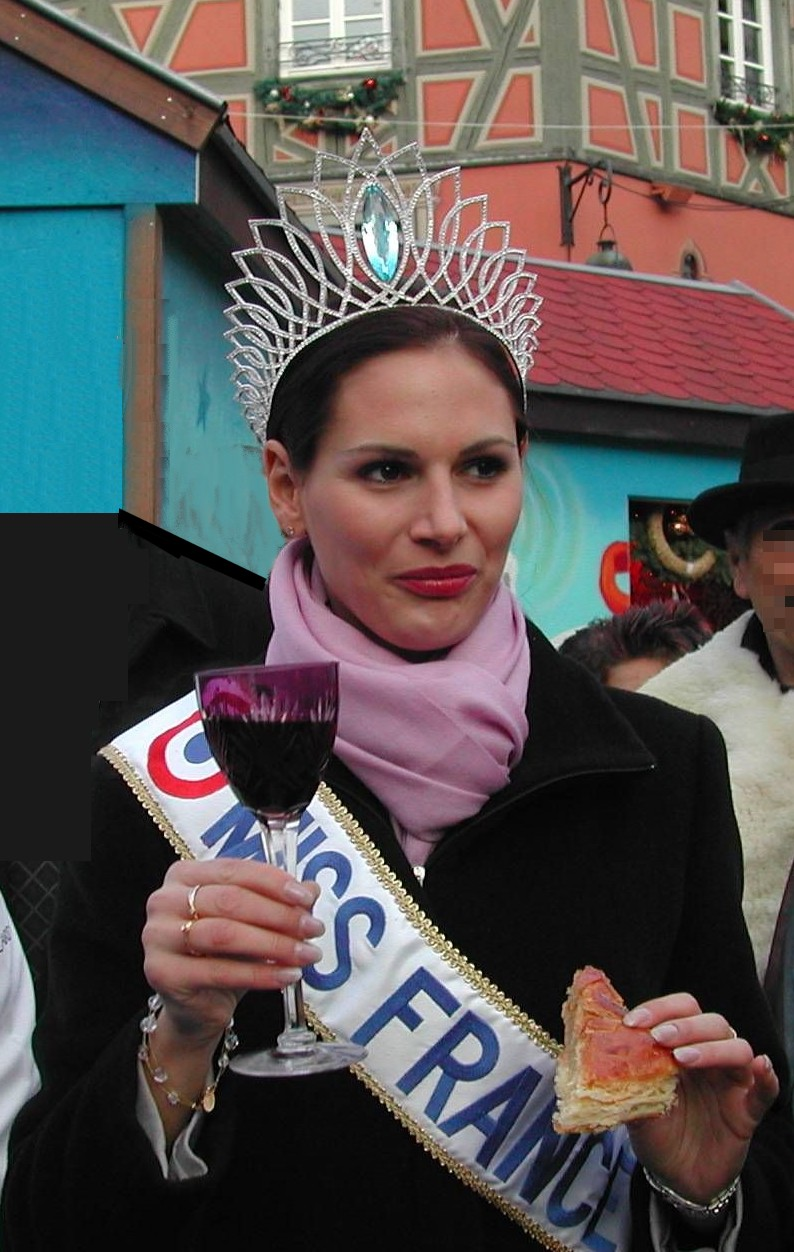
Miss Alsacia 2003 y Miss Francia 2004 Lætitia Bléger
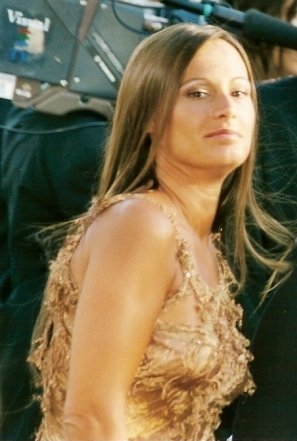
Miss Alsacia 1986 y Miss Francia 1987 Nathalie Marquay

## Ganadoras
| Año  | Nombre               | Edad | Altura          | Ciudad natal            | Posición en Miss Francia | Notas |
| ---- | -------------------- | ---- | --------------- | ----------------------- | ------------------------ | --- |
| 2025 | Julie Decroix        | 20   | 1,75 m (5′ 9″)  | Blotzheim               |                          | |
| 2024 | Isabella Hebert      | 20   | 1,71 m (5′ 7″)  | Mundolsheim             | Top 15                   | |
| 2023 | Adeline Vetter       | 27   | 1,70 m (5′ 7″)  | Rossfeld                |                          | |
| 2022 | Camille Sedira       | 21   | 1,76 m (5′ 9″)  | Bischoffsheim           |                          | |
| 2021 | Cécile Wolfrom       | 23   | 1,75 m (5′ 9″)  | Strasbourg              | Segunda finalista        | |
| 2020 | Aurélie Roux         | 24   | 1,72 m (5′ 8″)  | Spechbach-le-Bas        | Tercera finalista        | |
| 2019 | Laura Theodori       | 23   | 1,72 m (5′ 8″)  | Strasbourg              | Top 15                   | |
| 2018 | Léa Reboul           | 22   | 1,74 m (5′ 9″)  | Lingolsheim             |                          | |
| 2017 | Joséphine Meisberger | 21   | 1,70 m (5′ 7″)  | Colmar                  |                          | |
| 2016 | Claire Godard        | 19   | 1,81 m (5′ 11″) | Riedisheim              | Top 12                   | |
| 2015 | Laura Muller         | 19   | 1,71 m (5′ 7″)  | Sélestat                | Top 12                   | |
| 2014 | Alyssa Wurtz         | 24   | 1,75 m (5′ 9″)  | Drusenheim              | Cuarta finalista         | Top 16 en Miss Tierra 2015 |
| 2013 | Laura Strubel        | 24   | 1,82 m (6′ 0″)  | Urmatt                  | Top 12                   | |
| 2012 | Emilie Koenig        | 22   | 1,72 m (5′ 8″)  | Griesheim-près-Molsheim |                          | |
| 2011 | Delphine Wespiser    | 19   | 1,75 m (5′ 9″)  | Magstatt-le-Bas         | Miss Francia 2012        | Compitió en Miss Mundo 2012                                                                                                   |
| 2010 | Mathilde Buecher     | 19   | 1,79 m (5′ 10″) | Heimersdorf             |                          | |
| 2009 | Sophie Mathes        | 19   | 1,72 m (5′ 8″)  | Strasbourg              |                          | |
| 2008 | Carole Weyrich       | 22   | 1,78 m (5′ 10″) | Durningen               |                          | |
| 2007 | Florima Treiber      | 20   | 1,80 m (5′ 11″) | Colmar                  | Top 12 (6.ª finalista)   | Top 15 en Miss Internacional 2010                                                                                             |
| 2006 | Stéphanie Wawrzyniak | 20   | 1,75 m (5′ 9″)  | Wittenheim              | Top 12                   | |
| 2005 | Jessica Barazzutti   | 18   | 1,74 m (5′ 9″)  | Ottmarsheim             |                          | |
| 2004 | Delphine Walter      | 23   | 1,76 m (5′ 9″)  |                         |                          | |
| 2003 | Lætitia Bléger       | 22   | 1,72 m (5′ 8″)  | Saint-Hippolyte         | Miss Francia 2004        | Compitió en Miss Universo 2004                                                                                                |
| 2002 | Céline Druz          |      |                 |                         | Top 12                   | |
| 2001 | Julie Nobel          |      |                 |                         |                          | |
| 2000 | Tiffany Rohrbach     |      |                 | Guebwiller              | Top 12                   | |
| 1999 | Barbara Fink         |      |                 | Brumath                 | Top 12                   | |
| 1998 | Cindy Wolff          |      |                 |                         |                          | |
| 1997 | Séverine Baldo       |      |                 |                         |                          | |
| 1996 | Lara Maringer        |      |                 | Strasbourg              |                          | |
| 1995 | Céline Duffort       |      |                 | Dossenheim-sur-Zinsel   |                          | |
| 1994 | Sandra Schumacher    |      |                 |                         |                          | |
| 1993 | Maithé Meyer         |      |                 |                         |                          | |
| 1992 | Paola Palermo        |      |                 |                         | Top 12                   | |
| 1991 | Anne Jandera         |      |                 | Bischheim               | Tercera finalista        | |
| 1990 | Régine Hubert        |      |                 | Herbsheim               | Top 12                   | |
| 1989 | Anita Guerra         |      |                 |                         |                          | |
| 1988 | Dorothée Lambert     |      |                 |                         | Primera finalista        | Compitió en Miss Internacional 1989                                                                                           |
| 1987 | Claudia Frittolini   |      |                 |                         | Primera finalista        | Compitió en Miss Mundo 1988 y Miss Universo 1988                                                                              |
| 1986 | Nathalie Marquay     | 19   | 1,77 m (5′ 10″) | Wittenheim              | Miss Francia 1987        | Compitió en Miss Universo 1987, Top 12 en Miss Mundo 1987, Top 15 en Miss Internacional 1988, y compitió en Miss Europa 1988. |
| 1985 | Joëlle Lévy          |      |                 |                         |                          | |
| 1984 | Suzanne Iskandar     | 20   | 1,79 m (5′ 10″) | Lingolsheim             | Miss Francia 1985        | Compitió en Miss Universo 1985                                                                                                |
| 1979 | Marie-Laure Flock    |      |                 |                         |                          | |
| 1978 | Lydia Traquandi      |      |                 | Illhaeusern             |                          | |
| 1977 | Sylvie Obrist        |      |                 |                         |                          | |
| 1976 | Doris Horn           |      |                 |                         |                          | |
| 1973 | Karine Axtmann       |      |                 |                         |                          | |
| 1971 | Martine Scheffler    |      |                 |                         | Cuarta finalista         | |
| 1969 | Isabelle Grosjean    |      |                 | Schiltigheim            |                          | |
| 1968 | Suzanne Angly        | 17   | 1,68 m (5′ 6″)  | Mulhouse                | Miss Francia 1969        | Top 15 en Miss Mundo 1969 y Top 15 en Miss Internacional 1972                                                                 |
| 1967 | Sonia Kielwasser     |      |                 |                         | Segunda finalista        | |
| 1966 | Irène Hell           |      |                 |                         | Primera finalista        | |
| 1962 | Maïté Vernier        |      |                 |                         |                          | |
| 1957 | Evelyne Ricket       |      |                 |                         | Segunda finalista        | |
| 1939 | Joséphine Ladwig     | 16   |                 | Bischwiller             | Miss Francia 1940        | |